# Прозано (Анкона)
Прозано (итал. Prosano) насеље је у Италији у округу Анкона, региону Марке.
Према процени из 2011. у насељу је живело 19 становника. Насеље се налази на надморској висини од 328 м.